# Go (Jónsi)
Go – debiutancki album studyjny islandzkiego wokalisty Sigur Rós, Jónsiego. Wydawnictwo ukazało się 5 kwietnia 2010 roku nakładem wytwórni muzycznej XL Recordings. Album promowały single Go Do i Animal Arithmetic.

## Lista utworów
1. "Go Do" – 4:41
2. "Animal Arithmetic" – 3:24
3. "Tornado" – 4:15
4. "Boy Lilikoi" – 4:30
5. "Sinking Friendships" – 4:42
6. "Kolniður" – 3:56
7. "Around Us" – 5:18
8. "Grow till Tall" – 5:21
9. "Hengilás" – 4:15

## Twórcy
- Jón Þór Birgisson – wokal, sampler, gitara, fortepian, ukulele, dzwonki
- Samuli Kosminen – perkusja, kalimba, harfa
- Nico Muhly – fortepian, czelesta, dzwonki, aranżacja
- Alex Somers – gitara, fortepian, czelesta, dzwonki, sampler